# Jypsi
Jypsierne er et fiktivt etnisk folkefærd i Philip Pullmans trilogi om Det gyldne kompas. De bor i universet som også huser Lyra og menes at minde meget om romaer. Det engelske navn er Gypsians, fra det engelske ord for romaer gypsi, menes at stamme fra Egyptians, som er det engelske ord for romaerne.
De er opdelt i store familier, lederne udgør Rådet og jypsiernes konge leder Rådet, som også omfatter den kloge jypsi Farder Coram. Deres kultur, der er spredt, er beskrevet som ret streng. Jypsibørn er beskrevet som meget højt elskede og de kigger instinktivt efter andre medlemmer fra deres kultur, hvis de er omstrejfende. Deres etniske gruppe er så lille, at alle kender hinanden ved navn, men alligevel stor nok til at kunne sende 170 mænd nordpå på en redningsmission.
I modsætning til virkelighedens Rom, er jypsierne vandrejsende. De lever primært på deres flodpramme og sejler op og ned af floder og kanaler i England. Jypsiernes primære indtægtskilder menes at være udveksling af varer, som de bringer med sig fra deres rejser og Lyra sammenligner dem med forår og efterår, de kommer og går. De typiske Jypsier synes selv de har den stolthed at kunne være gode til kortspil.
Jypsierne har en karakteristisk accent og deres ordforråd indeholder "fens-hollandske", som dog ikke rigtig bliver brugt af samfundet. De har også et karakteristisk udseende, noget Lyra forsøger sig med. Der er også henvisninger der viser at Jypsierne kunne have relationer til de hollandske geuzen, en samlig af adelige og andre utilfredse der var, imod spanske regler, i Holland i 1566. De er mest succesrige gruppe der sejler på havet. De kommer fra det bredt rødnet, med hollandske samt franske og engelske rødder og de opholder sig mest i engelske havne. En henvisning til det hollandske, er at Jypsierne drikker "ginniver" (hollandsk genever), så mange jypsier bærer hollandske navne som "Dirk Vries", "Raymond van Gerrit" og "Ruud og Nellie Koopman" og de er ved hjælp af hollandske udtryk som fx "landloper", som faktisk er et gammelt hollandsk ord som bogstavlig talt betyder "land-menneske", men det er også et negativt ord, fordi det også betyder vagabond. Man skal også bemærke at Jypsierne ikke behandler ikke-jypsier særlig pænt.
Jypsier forsamles nogle gange til "familiesammenkomster", hvilket betyder stævner eller møder. De samles ofte i Norfolk for at drøfte og beslutte vigtige spørgsmål. John Faa og hans gruppe af Jypsier, kommer fra "Øst Anglia", et sted i Lyras verden, der nok er modstykke til vores verdens East Anglia.
Jypsierne er hæderlige mennesker og det virker til at de skylder Lord Asriel en tjeneste for at have besejret en omtalt, men ukendt Vandløbs Bill i forhandling, blandt andre ting.